# Dicrostonyx unalascensis
Dicrostonyx unalascensis é uma espécie de roedor da família Cricetidae.
Apenas pode ser encontrada nos Estados Unidos da América.
Os seus habitats naturais são: tundras.